# Aeroportul Sikorsky Memorial
Aeroportul Sikorsky Memorial (IATA: BDR, ICAO: KBDR, FAA LID: BDR) este un aeroport din Connecticut, Statele Unite ale Americii ce deservește zona Bridgeport. Aeroportul a fost tranzitat în 2019 de 244 de pasageri.
Situat la o altitudine de 3 m, aeroportul dispune de 2 piste.

## Infrastructură

### Piste
Aeroportul dispune de 2 piste. Pista 06/24 are suprafața de asfalt și dimensiunile 4.677 picioare × 100 picioare. Pista 11/29 are suprafața de asfalt și dimensiunile 4.761 picioare × 150 picioare. 